# STRADB
STRADB (англ. STE20-related kinase adaptor beta) – білок, який кодується однойменним геном, розташованим у людей на короткому плечі 2-ї хромосоми.  Довжина поліпептидного ланцюга білка становить 418 амінокислот, а молекулярна маса — 47 026.
| 10         |  | 20         |  | 30         |  | 40         |  | 50         |
| ---------- |  | ---------- |  | ---------- |  | ---------- |  | ---------- |
| MSLLDCFCTS |  | RTQVESLRPE |  | KQSETSIHQY |  | LVDEPTLSWS |  | RPSTRASEVL |
| CSTNVSHYEL |  | QVEIGRGFDN |  | LTSVHLARHT |  | PTGTLVTIKI |  | TNLENCNEER |
| LKALQKAVIL |  | SHFFRHPNIT |  | TYWTVFTVGS |  | WLWVISPFMA |  | YGSASQLLRT |
| YFPEGMSETL |  | IRNILFGAVR |  | GLNYLHQNGC |  | IHRSIKASHI |  | LISGDGLVTL |
| SGLSHLHSLV |  | KHGQRHRAVY |  | DFPQFSTSVQ |  | PWLSPELLRQ |  | DLHGYNVKSD |
| IYSVGITACE |  | LASGQVPFQD |  | MHRTQMLLQK |  | LKGPPYSPLD |  | ISIFPQSESR |
| MKNSQSGVDS |  | GIGESVLVSS |  | GTHTVNSDRL |  | HTPSSKTFSP |  | AFFSLVQLCL |
| QQDPEKRPSA |  | SSLLSHVFFK |  | QMKEESQDSI |  | LSLLPPAYNK |  | PSISLPPVLP |
| WTEPECDFPD |  | EKDSYWEF   |  |            |  |            |  |            |

A: Аланін

C: Цистеїн

D: Аспарагінова кислота

E: Глутамінова кислота

F: Фенілаланін

G: Гліцин

H: Гістидин

I: Ізолейцин

K: Лізин

L: Лейцин

M: Метіонін

N: Аспарагін

P: Пролін

Q: Глутамін

R: Аргінін

S: Серин

T: Треонін

V: Валін

W: Триптофан

Задіяний у таких біологічних процесах як клітинний цикл, поліморфізм, альтернативний сплайсинг. 
Білок має сайт для зв'язування з АТФ, нуклеотидами. 
Локалізований у цитоплазмі, ядрі.